# Anacampseros filamentosa
Anacampseros filamentosa és una espècie de planta suculenta del gènere Anacampseros, que pertany a la família Anacampserotaceae.

## Descripció

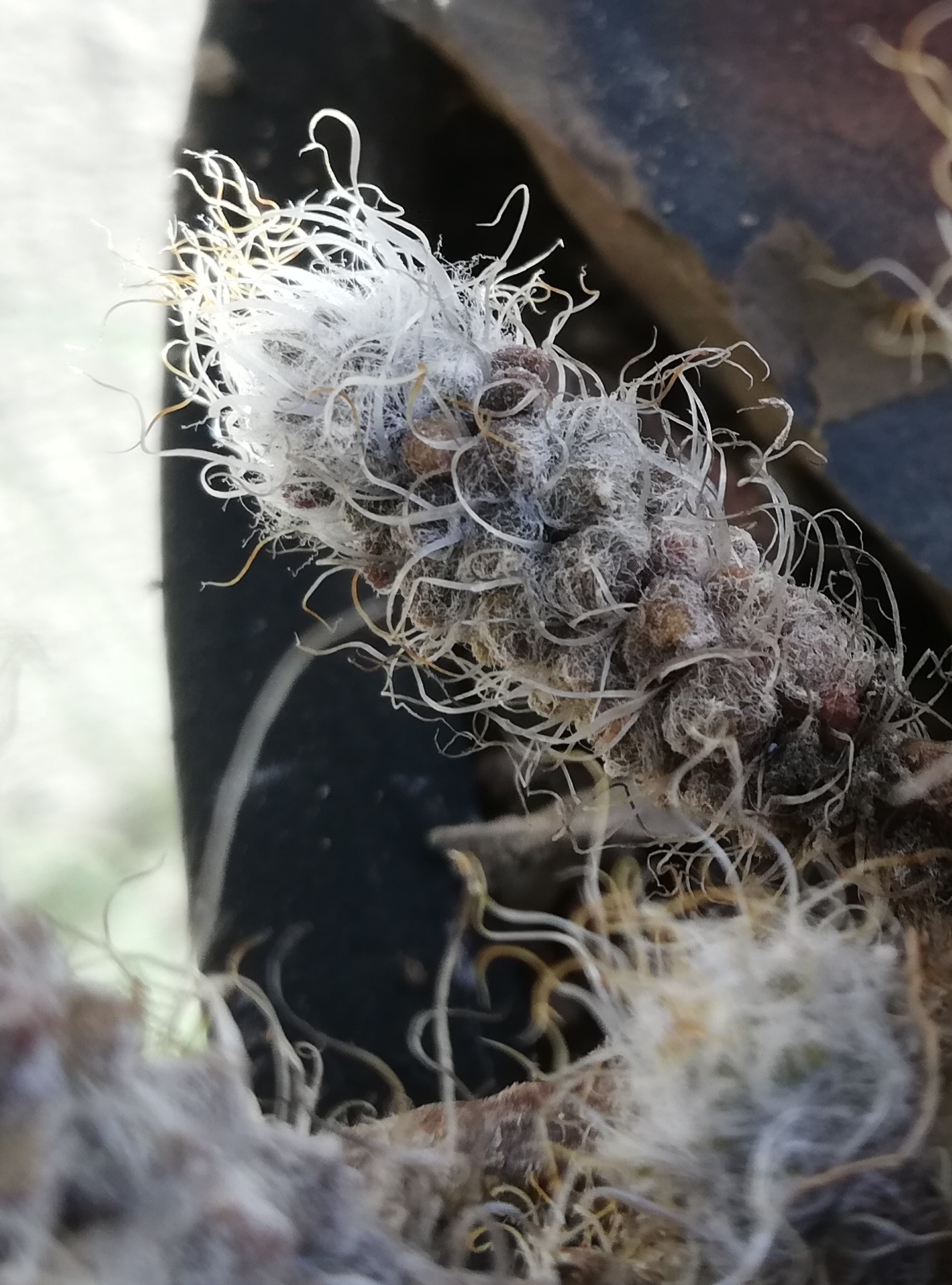
Anacampseros filamentosa

És una suculenta columnar de fins a 5 cm d'alçada amb un rizoma engrandit. Les poques branques carnoses estan cobertes de fulles ben compactes amb pèls que formen una teranyina. A. filamentosa és una de les espècies més interessants, que es cultiva per l'aspecte de les seves fulles carnoses en lloc de per les flors.
Les fulles són imbricades, expandides, de 6a 10 mm de llargada, fins a 8 mm d'amplada i 5 mm de gruix, ovat-globoses amb una gepa recorbada semblant a la barbeta més o menys evident a les dues cares, sovint amb puntes truncades, de color verd fosc, amb una teranyina força arrissada per sobre. Fils axil·lars (estipules) més llargs que les fulles, nombrosos, blanquinosos.
La inflorescència fins a 8 cm de llarg, amb 3 a 5 flors.
Les flors de 1,5 a 2 (rarament fins a 3) cm de diàmetre. Pètals oblongs, lanceolats, de color rosa, de 5 a 15 mm de llarg i uns 3,5 mm d'amplada. Estams de 15 a 25. La temporada de floració és l'estiu (agost i setembre a l'hemisferi nord).

## Distribució
Té una enorme distribució interior des del nord de Namíbia, fins al nord del riu Orange, i fins a l'Estat Lliure i el Karoo central al sud-oest de Sud-àfrica.

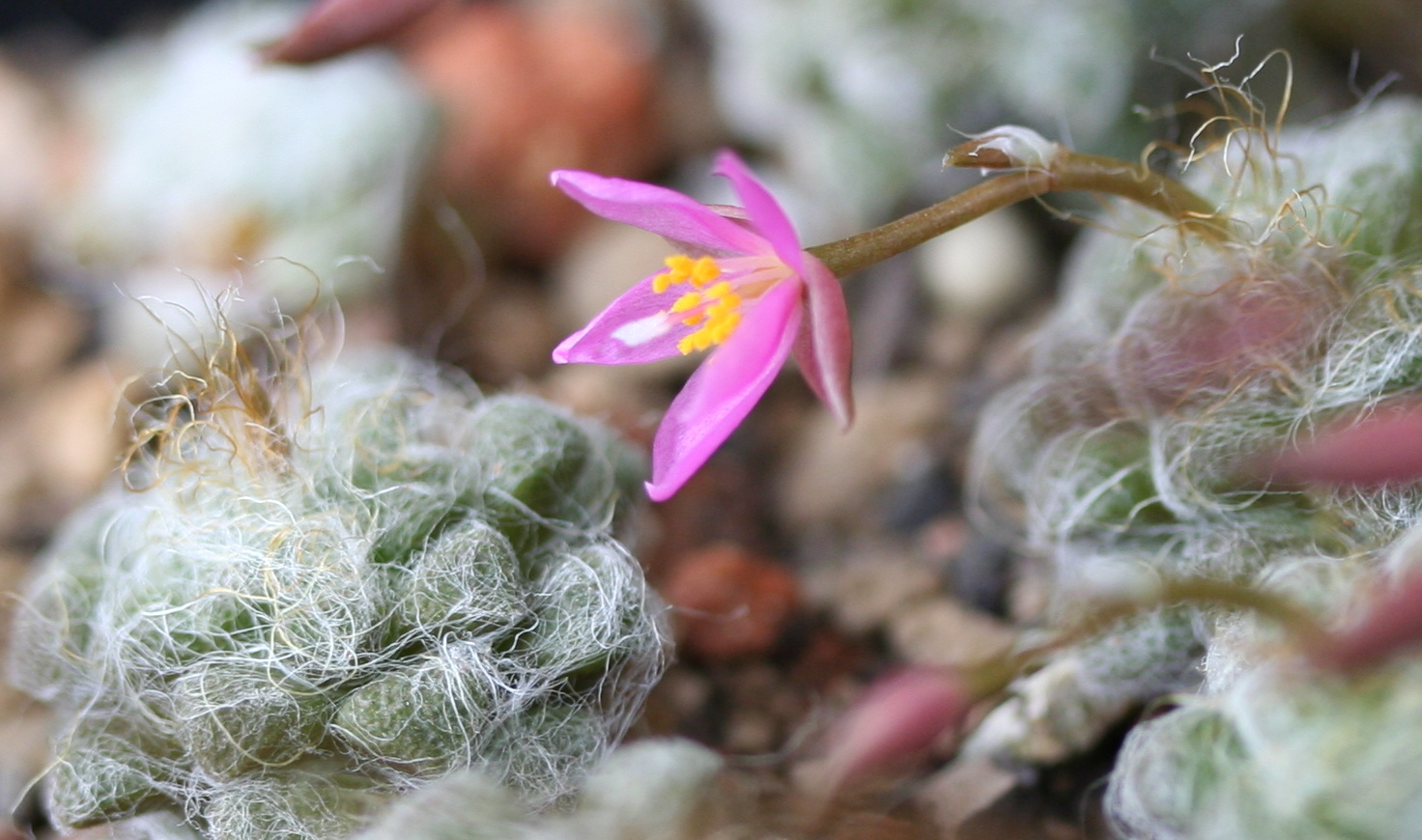
Anacampseros filamentosa namaquensis

Creix ocasionalment a les escletxes de roca de forts pendents, penya-segats i parets rocoses i lleres de rius on està freqüent associada a Frithia pulchra i altres suculents mesems. A. filamentosa es camufla fins als més mínims detalls i a primera vista és força similar al fons i sempre és difícil de trobar a l'hàbitat, si no està florida. De 350 a 1600 m d'altitud.

## Subespècies
- Anacampseros filamentosa var. depauperata A. Berger. És sinònim d'Anacampseros arachnoides (Haw.) Sims.
- Anacampseros filamentosa Sims subsp. filamentosa. És la subespècie tipus.
- Anacampseros filamentosa subsp. namaquensis (Pearson & Stephens) G.D. Rowley. Té els pèls més curts que les fulles, al contrari de la subsp. tipus. Sinònims: Anacampseros namaquensis, Anacampseros alta, Anacampseros poellnitziana.
- Anacampseros filamentosa subsp. tomentosa (P.J. Bergius) Gerbaulet. És diferencia de la subsp. tipus únicament pel tipus de llavor i perquè prové de Namíbia. Sinònims:
  - Anacampseros filamentosa subs. tomentosa (A.Berger) Gerbaulet
    - Anacampseros tomentosa A.Berger

  - Anacampseros densifolia Dinter ex Poelln.
  - Anacampseros juttae Dinter ex Poelln.
  - Anacampseros paradoxa Poelln.
  - Anacampseros tomentosa var. crinita Dinter
  - Anacampseros tomentosa var. margaretae (Dinter) Poelln.
    - Anacampseros margaretae Dinter ex Poelln.

## Cultiu
Anacampseros filamentosa és una de les espècies més comuns en cultiu i força resistent. Les úniques coses que poden matar aquesta planta són el fred i l'aigua excessiva. No obstant això, és adequat proporcionar unes condicions de cultiu adequades per obtenir planta compacta amb moltes flors.
Cal mantir-la seca a 5-10 ° C a l'hivern, però pot tolerar esporàdiques gelades lleugeres si es manté seca abans i durant el temps fred.
La llum forta, però filtrada, afavoreix la floració, però és probable que pateixi cremades solars o creixement retardat si està exposada a la llum solar directa durant la part més calorosa del dia a l'estiu.
És fàcil de propagar a través d'esqueixos de tija o de llavors.

## Taxonomia
Anacampseros filamentosa va ser descrita per John Sims i publicada al Botanical Magazine; or, Flower-Garden Displayed ... London.
Etimologia
Anacampseros: nom genèric que deriva de les paraules gregues: Anakampto = 'recuperar' i eros = 'amor'.
filamentosa: epítet llatí que significa 'amb filament'.
Sinonímia
- Anacampseros filamentosa (Haw.) Sims
  - Portulaca filamentosa Haw.
  - Ruelingia filamentosa Haw.
  - Talinum filamentosum (Haw.) W.T.Aiton
- Anacampseros lanigera Burch.
- Portulaca stipularis Dryand. ex DC.